# イパラ山
イパラ山は、グアテマラ南東部に存在する成層火山である。火山なので山容が変わる可能性が有るため、山頂の標高は参考程度ながら、標高は約1650 mとされている。

## 地理・地史

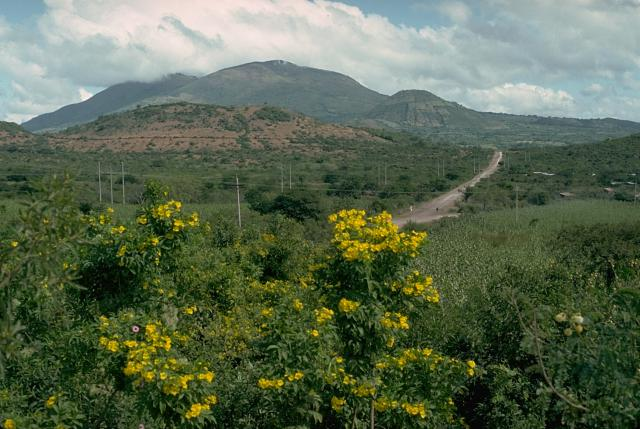
イパラ山の山容。

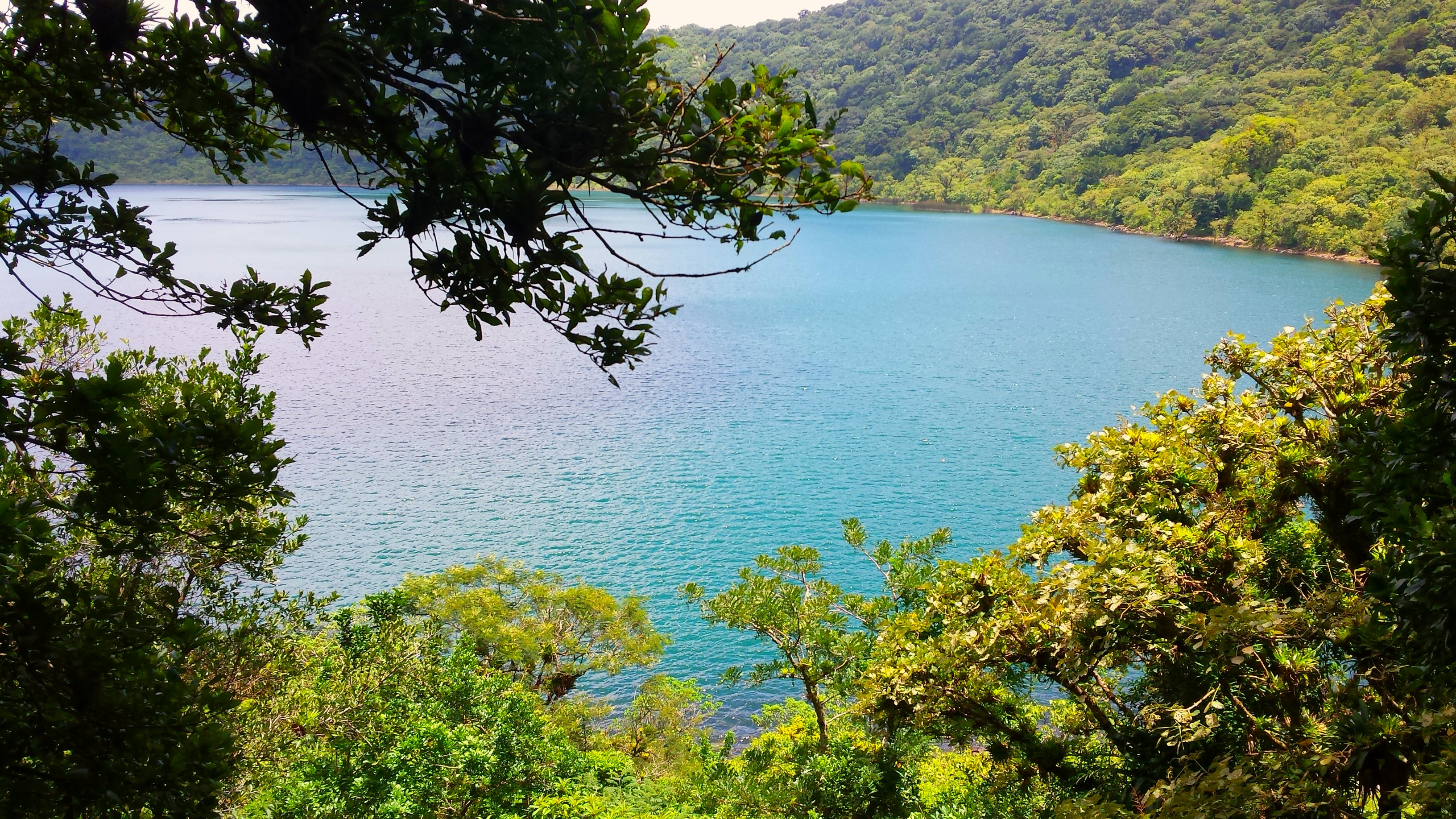
イパラ山の山頂部に存在するカルデラ湖であるイパラ湖。

イパラ山は、グアテマラ南東部のチキムラ県とフティアパ県との県境に当たる。なお、この場所は、エルサルバドルとの国境に比較的近い地域でもある。この山は環太平洋造山帯の上に存在し、火山活動を繰り返し、成層火山として形成された。山頂部には直径約1 kmのカルデラが形成されており、外輪山からカルデラの底までの標高差は約150 mである。このカルデラの底部にはイパラ湖が存在する。